# Зорін Валеріан Олександрович
Валеріан Олександрович Зорін (рос. Валериан Александрович Зорин; 14 січня 1902, м. Новочеркаськ Ростовської області — 14 січня 1986, Москва) — радянський дипломат і державний діяч. Кандидат у члени ЦК КПРС у 1956—1961 роках. Член ЦК КПРС у 1961—1971 роках.

## Життєпис
Після вступу до КПРС у 1922 році займав адміністративну посаду в Московському міському комітеті КПРС та в ЦК ВЛКСМ до 1932 року. У 1935 році закінчив Вищий комуністичний інститут просвіти.
У 1935—1941 рр. — працював на різних партійних посадах, а також учителем.
У 1941 році — вступив на службу в Народний комісаріат іноземних справ СРСР.
У 1945—1947 рр. — був послом СРСР у Чехословаччині.
У 1947—1955 та у 1956—1965 — заступник міністра закордонних справ СРСР. У цьому ранзі він займав і інші посади, в тому числі керівника Комітету інформації при МЗС СРСР — радянської зовнішньої розвідки в 1949—1952 і Постійного представника СРСР в ООН в 1952—1953 рр.
У 1955—1956 рр. — посол СРСР в ФРН.
У 1956—1965 рр. — представляв СРСР в ООН.
У квітні 1965—1971 рр. — посол СРСР у Франції.
З 1971 року — посол з особливих доручень в МЗС СРСР.
Похований на  Новодівичому кладовищі.

## Діяльність в ООН
Найбільш відомим епізодом біографії Валеріана Зоріна є екстрене засідання Ради Безпеки ООН в ході Карибської кризи 25 жовтня 1962 року. Саме тоді відбувся його діалог з Постійним представником США Едлаем Стівенсоном. Американський дипломат запитав::
- Так Так чи НІ? Не чекайте, поки вам переведуть! Дайте відповідь просто, так чи ні? 
 — Я не перебуваю в американському суді, і тому не хочу відповідати на питання, яке задається в прокурорському тоні. Свого часу ви отримаєте відповідь. 
 — Зараз ви перебуваєте перед судом світової громадської думки і можете відповісти просто «так» або «ні». Ви заперечували існування ракет на Кубі. Я хочу переконатися, чи правильно я вас зрозумів. 
 — Продовжуйте вашу мову, пан Стівенсон. Свого часу ви отримаєте відповідь! 
 — Якщо ви цього хочете, я готовий чекати відповіді, поки не замерзне пекло. Я також готовий представити наші докази безпосередньо в цьому залі! 
У цей момент помічники Стівенсона внесли в зал засідань Ради Безпеки ООН збільшені аерофотознімки пускових установок радянських ракет на Кубі. Епізод відтворено у фільмах «Тринадцять днів», а також у серіалі «За один крок від третьої світової».

## Нагороди та відзнаки
- Три ордени Леніна (05.11.1945; …)
- Орден Жовтневої Революції
- Три ордени Трудового червоного Прапору (03.11.1944; …; 13.01.1982)
- Орден Дружби народів
- Орден «Знак Пошани»